# Liste der Nummer-eins-Hits in Japan (1979)
Die Liste der japanischen Nummer-eins-Hits enthält die Daten vom 1. Januar bis zum 31. Dezember 1979. Die letzte Woche im Jahr fällt mit der ersten Woche des neuen Jahres zusammen. Angegeben sind die Verkaufszahlen der jeweiligen Nummer eins in ihrer Woche. Alle Angaben basieren auf den offiziellen japanischen Charts von Oricon.

## Singles
| ← 1978 ← | Liste der Nummer-eins-Hits in Japan | Liste der Nummer-eins-Hits in Japan | Liste der Nummer-eins-Hits in Japan   | 1980 →                    |
| \| Zeitraum \| Wo. ges. \| Interpret \| Titel Autor(en) \| Zusätzliche Informationen \| \| (Zeitraum, Wochen auf Platz eins, Interpret, Titel, Autor[en], zusätzliche Informationen) \| \| \| \| \| \| ----------------------------------------------------------------------------------------- \| -------- \| ----------------- \| ------------------------------------- \| ------------------------- \| \| 18. Dezember 1978 – 28. Januar 1979 6 Wochen \| 6 \| Pink Lady \| Chameleon Army \| – \| \| 29. Januar 1979 – 25. Februar 1979 4 Wochen \| 4 \| Alice \| Champion \| – \| \| 26. Februar 1979 – 11. März 1979 2 Wochen \| 2 \| Kai Band \| Hero (Hero ni Naru Toki, Sore wa Ima) \| – \| \| 12. März 1979 – 15. April 1979 5 Wochen \| 5 \| Hideki Saijō \| Young Man (Y.M.C.A.) \| – \| \| 16. April 1979 – 17. Juni 1979 9 Wochen \| 9 \| Judy Ongg \| Miserarete \| – \| \| 18. Juni 1979 – 22. Juli 1979 5 Wochen \| 5 \| Satoshi Kishida \| Kimi no Asa \| – \| \| 23. Juli 1979 – 29. Juli 1979 1 Woche \| 1 \| Sachiko Kobayashi \| Omoide-zake \| – \| \| 30. Juli 1979 – 7. Oktober 1979 10 Wochen \| 10 \| Masashi Sada \| Kanpaku Sengen \| – \| \| 8. Oktober 1979 – 28. Oktober 1979 3 Wochen \| 3 \| Masahiro Kuwana \| Sexual Violet No. 1 \| – \| \| 29. Oktober 1979 – 9. Dezember 1979 6 Wochen \| 6 \| Masashi Sada \| Oyaji no Ichiban Nagai Hi \| – \| \| 10. Dezember 1979 – 27. Januar 1980 7 Wochen \| 7 \| Sayuri Kume \| Ihōjin \| – \| |                                     |                                     |                                       |                           |
| ← 1978 |                                     |                                     |                                       | → 1980 →                  |
| Zeitraum | Wo. ges.                            | Interpret                           | Titel Autor(en)                       | Zusätzliche Informationen |
| (Zeitraum, Wochen auf Platz eins, Interpret, Titel, Autor[en], zusätzliche Informationen) |                                     |                                     |                                       |                           |
| 18. Dezember 1978 – 28. Januar 1979 6 Wochen | 6                                   | Pink Lady                           | Chameleon Army                        | –                         |
| 29. Januar 1979 – 25. Februar 1979 4 Wochen | 4                                   | Alice                               | Champion                              | –                         |
| 26. Februar 1979 – 11. März 1979 2 Wochen | 2                                   | Kai Band                            | Hero (Hero ni Naru Toki, Sore wa Ima) | –                         |
| 12. März 1979 – 15. April 1979 5 Wochen | 5                                   | Hideki Saijō                        | Young Man (Y.M.C.A.)                  | –                         |
| 16. April 1979 – 17. Juni 1979 9 Wochen | 9                                   | Judy Ongg                           | Miserarete                            | –                         |
| 18. Juni 1979 – 22. Juli 1979 5 Wochen | 5                                   | Satoshi Kishida                     | Kimi no Asa                           | –                         |
| 23. Juli 1979 – 29. Juli 1979 1 Woche | 1                                   | Sachiko Kobayashi                   | Omoide-zake                           | –                         |
| 30. Juli 1979 – 7. Oktober 1979 10 Wochen | 10                                  | Masashi Sada                        | Kanpaku Sengen                        | –                         |
| 8. Oktober 1979 – 28. Oktober 1979 3 Wochen | 3                                   | Masahiro Kuwana                     | Sexual Violet No. 1                   | –                         |
| 29. Oktober 1979 – 9. Dezember 1979 6 Wochen | 6                                   | Masashi Sada                        | Oyaji no Ichiban Nagai Hi             | –                         |
| 10. Dezember 1979 – 27. Januar 1980 7 Wochen | 7                                   | Sayuri Kume                         | Ihōjin                                | –                         |